# 스페이스캅스
《스페이스캅스》(영어: Space Cops)는 SBS에서 방영 중인 에넴과 픽셀라인제작의 애니메이션입이다. 2020년 9월 13일부터 2021년 3월 14일까지 매주 일요일 오전 7시 10분에 방영했으며, 2022년 12월 17일부터 2023년 6월 10일까지 2기인 《우주경찰 갤럭시 스쿼드》(영어: Space Cops Galaxy Squad)가 매주 토요일 오전 7시 15분에 방영했다.

## 줄거리
스페이스 캅스는 코믹 액션 판타지로서, 우리 아이들에게 자유롭고 재미있는 상상을 하게 만드는 진정한 영웅을 선물하기 위해서 탄생하였다. 우주의 평화를 지키는 비밀경찰 스페이스 캅스!
5명으로 이루어진 스페이스 캅스는 지구의 평화를 수호하는 임무를 부여 받았다. 하지만 오래된 우주의 평화 탓에 군기가 완전히 빠져버린 지 오래, 사령관인 마스터 킹은 경계임무에 실패한 스페이스 캅스 대원들을 지구의 허름한 지하철역으로 방출시킨다.
한편, 지구로 잠입한 서펀트는 캡슐 속에 잠들어 있던 데빌몬스터(샙)들을 부활시켜 지구를 혼란에 빠뜨린다. 지구 연합 정부는 비상령을 선포하며 맞서 보지만 서펀트의 힘은 너무도 강했다. 지구와 인류는 커다란 위기에 직면한 것이다.
지금까지 탱자탱자 노는 데만 급급했던 스페이스캅은 오래 전 지구에서 자취를 감춰버린 스페이스 가디언을 부활시켜야만 했다. 서펀트의 데빌몬스터들을 물리치기 위해서는 가디언들의 힘이 반드시 필요하기 때문이었다.
오래전부터 사라져버린 스페이스 가디언을 찾는 일은 쉽지 않지만, 지구소년 카이의 도움으로 스페이스 가디언들을 찾는데 성공한다. 하지만 미숙하고 실수 투성이인 스페이스 캅스 대원들이 지구와 인류의 운명을 구할 수 있을 것인가?

## 등장인물
- 레드원
- 블랙펀
- 핑크츄
- 쥬니불
- 골드락
- 카이
- 피닉스
- 퓨마
- 라이노
- 레인디얼
- 코브라
- 카이 부모님
- 카이 이모
- 써니
- 세리
- 서펀트
- 파운드
- 레인디얼
- 점퍼 셉

## 목소리 출연
- 강호철 - 레드원, 카이 아빠, 퓨마
- 남도형 - 블랙펀, 파운드, 라이노
- 최하나 - 핑크츄, 카이 이모, 피닉스, 서펀트
- 사문영 - 쥬니불, 카이 엄마, 써니, 메세라, 레인디얼
- 이민규 - 골드락
- 이다은 - 카이, 세리, 코브라

## 제작진
- 총감독/시나리오 슈퍼바이저: 최진
- 기획:에넴
- 원작:에넴
- 총괄 프로듀서: 박재용
- 프로듀서: 최혜영, 리지웨이[주 1], 권영숙
- 프로젝트 매니저: 샤론 고[주 2]
- 비주얼 슈퍼바이저: 박창현
- 시나리오 작가: 서지환, 안성은, 심송아, 이소현
- 디자인: 이동진, 우석화
- 스토리보드: 김재우, 이의국, 김혜지, 박소연
- 제작 코디네이터: 김나래
- 리깅: 김정범, 김석동, 허현, 김희성
- 모델링 수퍼바이저: 박철홍, 김세용
- 모델링 리드: 신혜화, 고두현, 박홍순, 이기선, 김진용, 김자영, 백연주, 최동우, 이정은, 김아람, 박재정, 한정오, 멍쯔루[주 3], 리슈항[주 4]
- 연출: 최진
- 애니메틱: 최진, 황정렬
- 애니메이션 수퍼바이저: 김수용, 문상진, 응키에홍[주 5]
- 애니메이션 리드: 유승록, 박영삼, 웡지아에[주 6]
- 애니메이션: 장휘/ 박영석/ 전형주/ 유수빈/ 엄보배/ 스탠리 몽충번[주 7]/ 얍카이용[주 8]/ 헤마 루비엔니 스바프라가삼[주 9] /탄라이얀[주 10]/ 찬메이윤[주 11]/ 탄 아우이 샨[주 12]/ 엥홍인[주 13]/ 콰준리앙[주 14]/ 그레이스 히우히우히[주 15]/ 림 빈센트[주 16]/ 웡유충[주 17]/ 젱카요케[주 18]
- VFX 수퍼바이저: 박창현
- VFX 리드: 이정환, 코트지피[주 19]
- VFX: 안경준/ 찬헤안팟[주 20]/ 수페이잉[주 21]/ 안나 칭와이이[주 22]/ 위첸세옹[주 23]
- 라이팅 수퍼바이저: 박성훈/ 박창현/ 제이슨 티춘호[주 24]
- 라이팅: 최성훈/ 나유진/ 박상필/ 이정환/ 제이슨 치샤오순[주 25]/ 웡후이신[주 26]/ 료엔젤[주 27]/ 호잇문[주 28]/ 한후이풍[주 29]/ 탄 조수아[주 30]/ 리퀴텡[주 31]
- 합성 수퍼바이저: 조상현/ 박창현/ 제이슨 티춘호
- 합성 리드: 이선미
- 합성: 이정환/ 제이슨 치샤오순/ 료 엔젤/ 호잇문/ 한후이풍/ 탄 조수아/ 리퀴텡
- 음악총괄: 이영진
- BGM 감독: 최인영
- Sound Effect 감독: 최용오
- Sound Effect: 문재홍
- 주제가 작곡 편곡: 최인영
- 주제가 작사: 최진, 이영진
- 주제가 노래: 김현욱, 안영미
- 음악 스튜디오: 더블유 사운드 스튜디오
- 믹싱: 한철호, 이민우
- 녹음 스튜디오: 플레이백 스튜디오
- UHD리마스터링: 이승재, 서지원
- 종합편집: 한광만
- 조연출: 이지현
- CG: 정혜경
- 재무관리: 주경환, 김나래, 임창은, 최현영
- 외주제작책임: 박창현, 고두현
- 외주제작: ㈜피에스디에스/302플래닛/런치박스/스튜디오 가게/서커스/디지트로보/드림액트/성우학원/
- 마케팅 & 회계관리: 주경환
- 산학협력: 경기과학기술대학교 미디어디자인학과(담당교수 학과장: 최정희)
- 하드웨어 제작: 휴렛 팩커드, 델, 인텔
- 소프트웨어 제작: 오토데스크, 어도비, 아비드 테크놀로지, 카오스 그룹 (1기), 카오스 (2기)
- 만든 도구: 마야, 포토샵, 프리미어 프로, 애프터 이펙트, 미디어 컴포저, V-레이
- Co. Production: 픽셀라인[주 32]
- 제작지원: 한국콘텐츠진흥원
- 기획: SBS
- 제작: 에넴
- 저작권: 에넴,픽셀라인

## 방영 목록

### 스페이스캅스
| 회차       | 제목                         | 방송 일자        |
| ---------- | ---------------------------- | ---------------- |
| 1화        | 우주 경찰 스페이스캅스       | 2020년 9월 13일  |
| 2화        | 탄생! 전설의 가디언          | 2020년 9월 27일  |
| 3화        | 육손이샙의 부활              | 2020년 10월 4일  |
| 4화        | 연습! 또 연습!               | 2020년 10월 11일 |
| 5화        | 서펀트 일당의 반격           | 2020년 10월 18일 |
| 6화        | 출격! 스페이스 가디언        | 2020년 10월 25일 |
| 7화        | 더티샙을 물리쳐라            | 2020년 11월 1일  |
| 8화        | 피닉스 VS 메탈 더티샙        | 2020년 11월 8일  |
| 9화        | 탄생! 라이노소러스           | 2020년 11월 15일 |
| 10화       | 바뀌지 않는 하루             | 2020년 11월 22일 |
| 11화       | 시계장인 샙의 등장           | 2020년 11월 29일 |
| 12화       | 시계장인 샙의 부활           | 2020년 12월 6일  |
| 13화       | 수은샙의 음모                | 2020년 12월 13일 |
| 14화       | 가짜 카이 대소동             | 2020년 12월 20일 |
| 15화       | 퓨마의 등장                  | 2020년 12월 27일 |
| 16화       | 부활 뇌전의 일렉트로         | 2021년 1월 3일   |
| 17화       | 오늘은 데이트 하는 날        | 2021년 1월 10일  |
| 18화       | 전설의 12샙                  | 2021년 1월 17일  |
| 19화       | 꽃미남 가수 아이돌 샙의 유혹 | 2021년 1월 24일  |
| 20화       | 스페이스캅의 위기            | 2021년 1월 31일  |
| 21화       | 날아라 레인디얼              | 2021년 2월 7일   |
| 22화       | 골드락 사랑에 빠지다 1       | 2021년 2월 14일  |
| 23화       | 골드락 사랑에 빠지다 2       | 2021년 2월 21일  |
| 24화       | 곰돌이와 소녀의 우정         | 2021년 2월 28일  |
| 25화       | 전설의 마술사 죠니챕터       | 2021년 3월 7일   |
| 최종화(26) | 친구들을 돌려줘              | 2021년 3월 14일  |

### 주해
1. ↑  Lee Jie Way
2. ↑  Sharon Goh
3. ↑  Meng Zi-Lu
4. ↑  Li Shu-Hang
5. ↑  Ng Keen Hong
6. ↑  Wong Jia Ee
7. ↑  Stanley Mong Chung Vern
8. ↑  Yap Khai Yong
9. ↑  Hema Rubieny A/P Svapragasam
10. ↑  Tan Lai Yan
11. ↑  Chan Mei Yun
12. ↑  Tan Aui Sean
13. ↑  Eng Hong Yin
14. ↑  Kwa Jun Liang
15. ↑  Grace Hii
16. ↑  Lim Vincent
17. ↑  Wong Yew Chung
18. ↑  Cheang Kaa Yoke
19. ↑  Koh Tzi Pi
20. ↑  Chan Hean Fatt
21. ↑  Soo Pei Ying
22. ↑  Anna Ching Wai Yee
23. ↑  Wee Chen Seong
24. ↑  Jason Tee Choon Ho
25. ↑  Jason Cheah Shao Xun
26. ↑  Wong Hui Xin
27. ↑  Leow Angel
28. ↑  Hor Yit Mun
29. ↑  Han Hui Foong
30. ↑  Tan Joshua
31. ↑  Li Kwee Teng
32. ↑  Pixelline Production Sdn Bhd